# Michael Roher

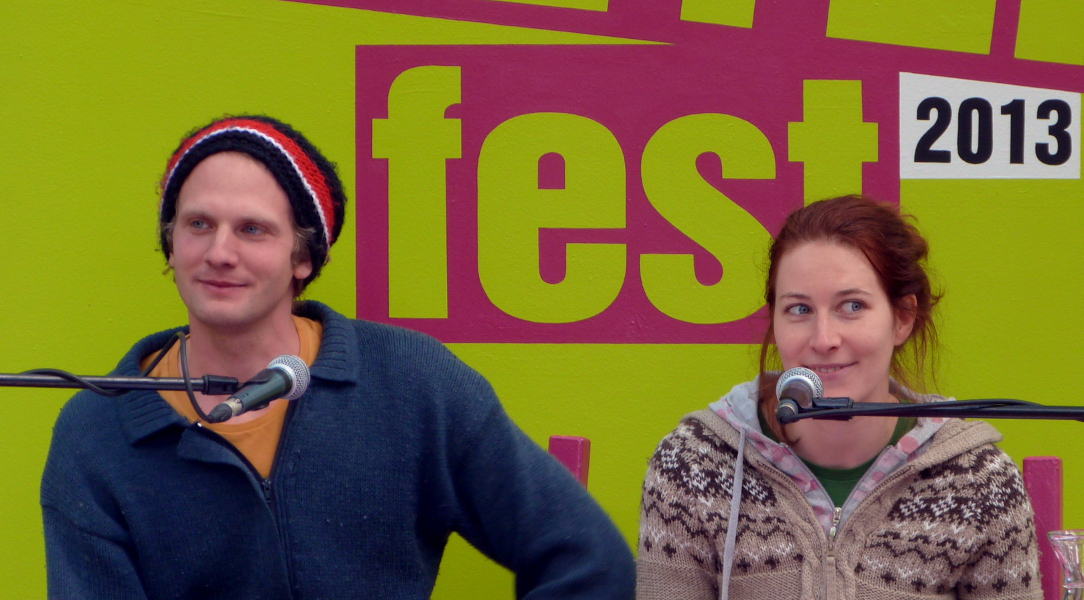
Michael Roher und Elisabeth Steinkellner beim Erlanger Poetenfest 2013

Michael Roher (geboren 1980 in Scheibbs) ist ein österreichischer Autor und Illustrator von Kinderbüchern.

## Leben
Roher verbrachte seine Kindheit und Jugend in Krems und Furth bei Göttweig. Nach  Matura und Zivildienst zog er nach Wien, wo er die Ausbildung zum Sozialpädagogen absolvierte. Seine Liebe zum Zirkus führte ihn schließlich in die spiel- und zirkuspädagogische Arbeit mit Kindern und Jugendlichen.
Seit 2002 ist er Mitarbeiter beim Kinder- und Jugendzirkus KAOS und bei anderen Zirkusprojekten, außerdem betreut er Menschen mit Behinderung und leitet spielpädagogische Projektwochen mit Kindern und Jugendlichen. Seit 2006 lebt er als freischaffender Illustrator und Autor. Michael Roher wurde für seine Kinderbücher bereits mehrmals mit dem Österreichischen Kinder- und Jugendbuchpreis ausgezeichnet.
Michael Roher lebt mit seiner Familie in Baden bei Wien.

## Werke
- Schneelöwe. Text von Heinz Janisch. Innsbruck: Tyrolia Verlag, 2022,  ISBN 978-3-7022-4076-9.
- Kali kann Kanari, Wien: Verlag Jungbrunnen, 2021
- Jaguar Zebra Nerz. Ein Jahresbuch, Text von Heinz Janisch, Innsbruck: Tyrolia Verlag, 2020
- Ein Nilpferd steckt im Leuchtturm fest: Tiergedichte für Kinder, München: mixtvision Mediengesellschaft, 2019
- Vom Flaniern und Weltspaziern: Reime und Sprachspiele, Text von Elisabeth Steinkellner, Innsbruck: Tyrolia Verlag, 2019
- Frosch und die abenteuerliche Jagd nach Matzke Messer, Innsbruck: Tyrolia Verlag, 2018
- Tintenblaue Kreise, Wien: Luftschacht Verlag, 2017
- Prinzessin Hannibal, Text von Melanie Laibl, Wien: Luftschacht Verlag, 2017
- Die Kürbiskatze kocht Kirschkompott, Text von Elisabeth Steinkellner, Innsbruck: Tyrolia Verlag, 2016
- Der Fluss. Wien: Verlag Jungbrunnen, 2016
- Valentin der Urlaubsheld. Wien: Picus-Verlag, 2014
- Wer stahl dem Wal sein Abendmahl? Wien: Luftschacht Verlag 2013
- Zwischen türkisen Tapeten. Text von Elisabeth Steinkellner. Weitra: Verlag Bibliothek der Provinz, 2013
- Oma, Huhn und Kümmelfritz. Wien: Verlag Jungbrunnen, 2012
- Fridolin Franse frisiert. Wien: Picus-Verlag, 2010

## Auszeichnungen (Auswahl)
- 2023 Nominierung für den Deutschen Jugendliteraturpreis mit Schneelöwe[1]
- 2023 Österreichischer Kinder- und Jugendbuchpreis für Schneelöwe mit Heinz Janisch[2]
- 2021 Christine-Nöstlinger-Preis
- 2021 Österreichischer Kinder- und Jugendbuchpreis für Jaguar Zebra Nerz. Ein Jahresbuch
- 2018 Österreichischer Kinder- und Jugendbuchpreis für Tintenblaue Kreise
- 2014 Outstanding Artist Award für Kinder- und Jugendliteratur
- 2012 und 2014 IBBY Honour List
- 2009 Romulus-Candea-Preis